# Badiae
Badiae (łac. Diocesis Badiensis) – stolica historycznej diecezji we Cesarstwie rzymskim w prowincji Numidia zlikwidowana w VII w. podczas ekspansji islamskiej, współcześnie w północnej Algierii. Obecnie katolickie biskupstwo tytularne.

## Biskupi tytularni
| Lp. | Biskup                     | Funkcja                                         | Od               | Do                   |
| --- | -------------------------- | ----------------------------------------------- | ---------------- | -------------------- |
| 1   | Joseph Grueter             | wikariusz apostolski Umtaty (Południowa Afryka) | 3 kwietnia 1941  | 11 stycznia 1951     |
| 2   | Rubén Isaza Restrepo       | biskup pomocniczy Kartageny (Kolumbia)          | 18 grudnia 1952  | 4 listopada 1956     |
| 3   | Harry Anselm Clinch        | biskup pomocniczy Monterey-Fresno (USA)         | 5 grudnia 1956   | 16 października 1967 |
| 4   | Alfredo Viola              | emerytowany biskup Salto (Urugwaj)              | 1 stycznia 1968  | 28 listopada 1970    |
| 5   | Simeon Anthony Pereira     | biskup pomocniczy Rawalpindi (Pakistan)         | 3 lipca 1971     | 17 grudnia 1973      |
| 6   | David Arias                | biskup pomocniczy Newark (USA)                  | 28 stycznia 1983 | 9 marca 2019         |
| 7   | Ricardo Aldo Barreto Cairo | biskup pomocniczy Caracas (Wenezuela)           | 17 września 2019 | 11 stycznia 2024     |
| 8   | Edilson de Souza Silva     | biskup pomocniczy São Paulo (Brazylia)          | 21 lutego 2024   |                      |